# Idiofa (territoire)
Le territoire d'Idiofa est une entité déconcentrée de la province du Kwilu en république démocratique du Congo. Son chef-lieu est Idiofa.

## Géographie
Idiofa est un territoire situé dans la province du Kwilu, à 861 km de la ville de Kinshasa.
Le territoire d'Idiofa a une superficie de 20 000 km2 et fait frontière avec les territoires d'Oshwe au Nord par la rivière Kasaï, Gungu au Sud, Bulungu et Bagata à l'Est et Ilebo (province de Kasaï-Occidental) à l'Ouest par la rivière Loange. La population D'Idiofa est de 1 450 035 habitants nationaux et 10 étrangers. Il compte 12 secteurs,, 5 cités, 88 groupements coutumiers et 1518 villages. Les ethnies principales qui s'y trouve sont : Mbuun, Pende, Dinga (ou Ding), Lori, Ngoli, Wongo, Lele et Nzadi.

## Histoire
Le territoire d’Idiofa fut créé par l’ordonnance loi n° 35/airo du 15 mars 1935, portant changement du nom du territoire de Kamtsha-Lubwe en territoire d’Idiofa. Idiofa est le deuxième territoire le plus vaste de la RDCongo et le plus peuplé du district de Kwilu, dans l'ex-province du Bandundu.
Le 25 janvier 1978, au moins 500 personnes sont exécutées près de la ville par le régime de Mobutu, à la suite de la rébellion d'un mouvement religieux. Les supposés chefs de ce mouvement sont pendus en public.
C'est depuis le 28 novembre 1913 que Idiofa fut érigé en territoire.

## Communes
Le territoire compte 4 communes rurales de moins de 80 000 électeurs.
- Idiofa, (7 conseillers municipaux). Politiquement, La cité d’Idiofa est la réunion de quatorze quartiers plus Idiofa-village jadis autonomes : Minampala, N’Gompos, Mapela, Ebaa, Congo, Lumumba, Itsundala, Mulele, Combilim, Cinquantenaire, Biletshi, Madame Hélène, Emwes, ainsi que le quartier universitaire.
- Dibaya-Lubwe, (7 conseillers municipaux)
- Mangay, (7 conseillers municipaux)
- Panu, (7 conseillers municipaux)

## Secteurs
Le territoire est organisé en 12 secteurs.
- Secteur Banga, constitué de 7 groupements : Ipanga Mpila, Kalanganda Munken, Mayanda, Mpugulu Musenge, Musenge Lumeya, Mwempata, Pukulu Lakasa.

- Secteur Belo, constitué de 9 groupements : Bakwa Menge, Bakwa Puku, Bakwa Samba, Belo Shimuna, Besi Bulenge, Kifumu Nenga, Kimbembele, Madimbi, Ngula Ndambi.

- Secteur Bulweme, constitué de 10 groupements : Bangoli Oveke, Bifar, Kintswa Mfinda, Ngala Ebiala, Ngala Kianga, Ngala Mankondo, Nsien Kimputu, Nsien-Bidiba, Pilipili, Zulubanga.

- Secteur Kalanganda, constitué de 6 groupements : Lwem (Mwebe), Mpanelim, Mukumpum, Ngala Lwele, Ngala Mpanga, Ngala Ngoso.

- Secteur Kanga, constitué de 3 groupements : Mbwili Bal, Miyoyo, Mvulampi (Tshamba).

- Secteur Kapia, constitué de 3 groupements : Bangoli, Ibo, Munken A Mbel, Nsog Tor.

- Secteur Kipuku, constitué de 12 groupements : Balaka, Bukutu, Gombe, Ikwiti, Ingundu, Isamango Benzi, Isamango Musenge, Itunda Kikanda, Iyuwu, Kipuku, Tundu Mapepe, Ubole.

- Secteur Madimbi, constitué de 15 groupements : Bakwa Muyanzi, Bakwa Nenga, Bakawa Kizanga, Banda Bikwati, Banda Busungu, Ikwiti, Isamanzoko, Kabwata, Kahemba, Kibulu Mwanga, Kikoso Mfinda, Kimbembele Kinguba, Kunganene, Lwende Nzangala, Mungay.

- Secteur Mateko, constitué de 10 groupements : Bulanga Mpey, Bulanga Wey, Kinday, Lungwama, Maba-Maba, Mateko, Mayum, Muzo, Nkenge, Yaya.

- Secteur Musanga-Idiofa, constitué de 7 groupements : Ambum Intsheme, Ambum Lubwe, Besi Bulenge, Ifwanzondo, Musenge Mputu, Ngala Makela, Nsalem.

- Secteur Sedzo, constitué de 6 groupements : Kibwanga, Munim, Mkaminay, Nkumi, Tshitshiri, Wamba.

- Secteur Yasa-Lokwa, constitué de 3 groupements : Kwetina, Ngomenene, Tshimangungu.

## Langue
En dehors du français qui est une langue administrative de cette cité, le Kikongo ya leta (aussi appelé Kikongo) reste la langue locale pour toute la population.
Le Kikongo ya leta parlé à Idiofa est influencé par le kibunda, dialecte parlé aux alentours de la cité. Et les jeunes gens entre eux, souhaitent parler en lingala, la langue influente à la suite de la musique, vu aussi son rapprochement avec Kinshasa la capitale. Le pourcentage des langues parlées dans ce territoire:
Ngoli (8%)
Pende (12%)
Dinga (25%)
Bunda (55%)
Kikongo ya leta (aussi appelé Kikongo) (100%)

## Économie
L'agriculture
La majorité de la population d’Idiofa s’adonne à l’agriculture vivrière et l’élevage. Le territoire produit le manioc, le maïs, l’arachide, le millet, le soja, la courge et bien d’autres produits agricoles. La population du territoire d’Idiofa utilise 5 types d’élevage : volaille, caprin,  porcin, ovin  et bovin répandu à travers tout le territoire. L’activité de la pêche est concentrée dans le nord du territoire.

Le commerce
Le territoire compte environ 1045 opérateurs économiques, œuvrant pour la plupart dans le commerce des produits manufacturés, produits pharmaceutiques, produits pétroliers etc. La plupart de ces opérateurs se ravitaillent à Kinshasa et pour d’autres, c’est au niveau de Kikwit.
Nombre d’opérateurs économiques 1 045. La société GECOTRA opérant dans la fabrication et vente de l’huile de palme reste la seule grande entreprise locale qui existe encore dans le territoire.
Le diocèse catholique et des commerçants chinois ont une activité sur le territoire.

La Santé
Nombre d’hôpitaux 5
Nombre de centre de santé 159
Le territoire d’Idiofa compte 159 Centres de santé et 5 zones de santé, ce qui correspond à 5 hôpitaux généraux, à savoir :
La zone de santé d'Idiofa dispose d'un l'hôpital Général de référence d’Idiofa, 6 centres de santé de référence, c’est-à-dire le centre de santé avec médecin et elle dispose aussi de 39 centres de santé simple, sans médecin.
La zone de santé d’Ipamu dispose d’un hôpital général de référence, de 6 centres de santé de référence avec médecin et de 18 centres de santé.
La zone de santé de Kimputu dispose d’un hôpital général de référence, de 5 centres de santé de référence avec médecin et de 19 centres de santé.
La zone de santé de Koshibanda dispose d’un hôpital général de référence, de 3 centres de santé de référence avec médecin et de 27 centres de santé.
La zone de santé de Mokala.

L'enseignement
L'enseignement primaire: écoles primaires 839
L'enseignement secondaire: écoles secondaires 898
Enseignement supérieur et universitaire: 1 université et 17 instituts supérieurs
Communication